# Skråmestø
Skråmestø este o localitate din comuna Askøy, provincia Hordaland, Norvegia.